# Nissan Murano
El Nissan Murano es un automóvil todoterreno del segmento E producido por el fabricante japonés Nissan. Es un cinco puertas con cinco plazas y motor delantero transversal, disponible con tracción delantera o tracción a las cuatro ruedas. Comparte la plataforma de los turismos Nissan Altima y Nissan Maxima, y se fabrica en Kyūshū, Japón.

### Motorizaciones
Su motor es un gasolina V4Y V6 de 3.5 litros de cilindrada con cuatro válvulas por cilindro, inyección indirecta y una potencia máxima de 245 CV,(motor compartido con el 350z) existe una versión con motor 2.5 disponible solo en Japón con 160 cv, que también es utilizado en el Nissan Altima, el Nissan Maxima. Se ofrece con una caja de cambios manual de seis marchas y con una transmisión variable continua.

## Segunda Generación (2007–2014)
El Murano recibió una reestilización que comenzó a ser vendida a principios de 2008. Tiene frontal, faros traseros y tapa de maletero totalmente distintas. El motor también fue modificado, por lo que ahora tiene 255 CV de potencia máxima.
En el 2010 el Nissan Murano recibió un prelavado de cara solamente en Europa, cambiando motores y un poco de la máscara frontal. El 2011 obtuvo lámparas de marcha diurna led, sistema de navegación NMI (Nissan Multimedia Interface), cámara de retroceso, aros de aluminio, puerta trasera de un solo toque, y en cuanto a seguridad Sistema de Frenos Anti-bloqueo, Distribución Electrónica del Frenado, Asistente de Frenado, Control Dinámico del Vehículo, EPrograma de Estabilidad. Se sigue manteniendo el tren motor de 3.5 Litros VQ35DE con una transmisión XTRONIC CVT de 6 velocidades.

## Tercera Generación (2015-presente)
La tercera generación del Nissan Murano fue puesta a la venta en 2015, esta versión fue re-estilizada, posee un motor de 6 cilindros en V de 3500 c.c, lo cual le da una potencia máxima de 260 caballos de fuerza a 6000 rpm. Está disponible en versiones de tracción delantera y 4WD.